# خوسيه ليجرا
خوسيه ليجرا (بالإسبانية: José Legrá)‏ مواليد 19 مارس 1943 في كوبا، هو ملاكم محترف كوبي سابق صنّف ضمن فئة وزن الريشة. حقق بطولة المجلس العالمي للملاكمة.

## إحصائيات
خاض خلال مسيرته 150 نزالا، فاز في 134 وتعادل في 4 وخسر في 12. فاز بالضربة القاضية في 50 نزالا.

## روابط خارجية
- خوسيه ليجرا على موقع بوكس ريك (الإنجليزية) (registration required)